# جنگ فرهنگی

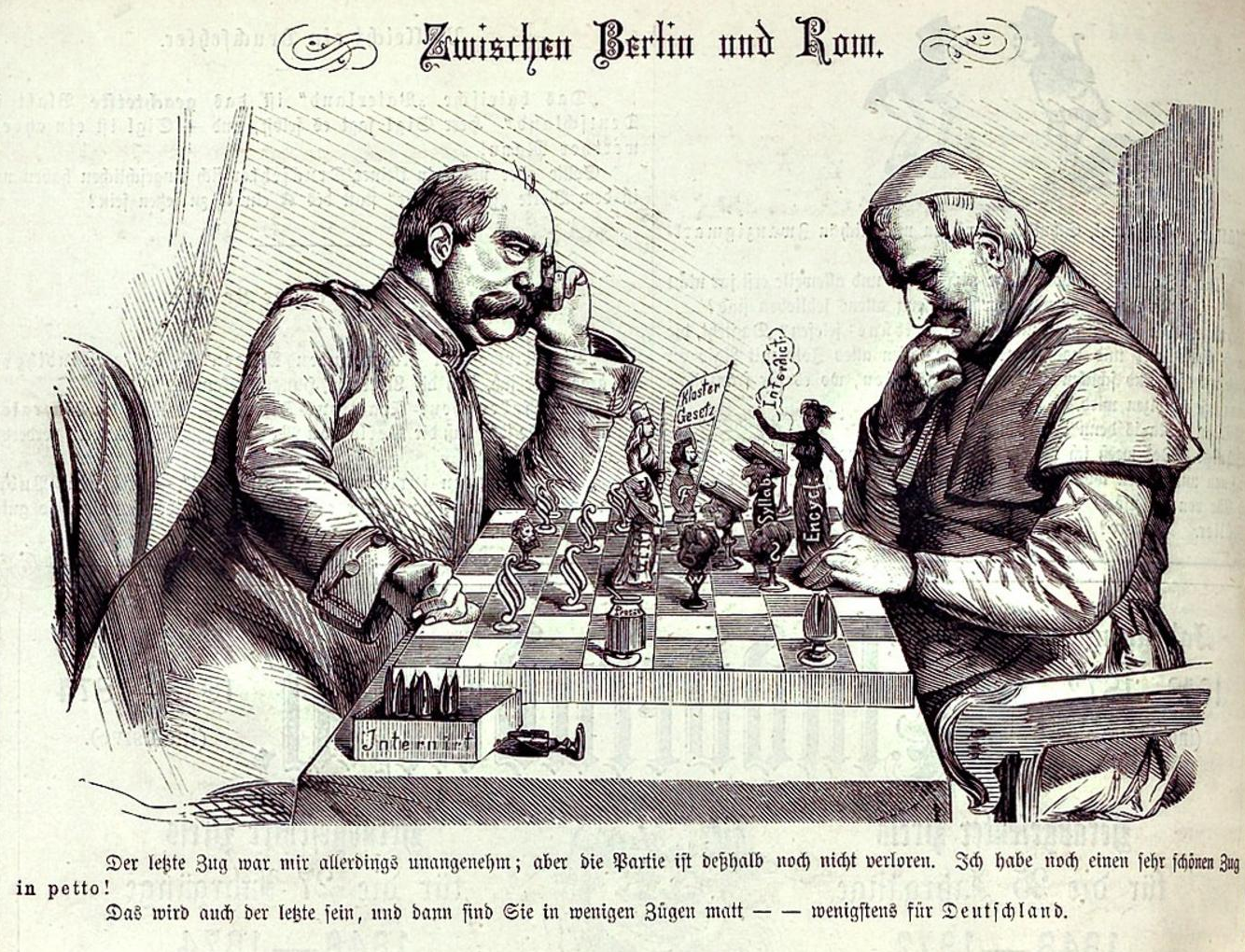
بیسمارک (چپ) و پاپ (راست)، برگرفته از مجله طنزگونه Kladderadatsch در آلمان

جنگ فرهنگی یا جنگ فرهنگ به تعارض فرهنگی بین گروه‌های اجتماعی و پیکار برای چیرگی ارزش‌ها، باورها و کردارهای آنان گفته می‌شود. این اصطلاح عموماً به مباحث مناقشه آمیزی اشاره دارد که در آن‌ها توافق اجتماعی و عمومی موجود نیست و همچنین حول ارزش‌های اجتماعی قطبی شدن صورت می‌گیرد.
این اصطلاح معمولاً برای توصیف سیاست معاصر در ایالات متحده و در رابطه با موضوعات همچون سقط جنین، همجنس‌گرایی، هرزه نگاری، چندفرهنگ گرایی، و دیگر تعارضات فرهنگی استفاده می‌شود که بر ارزش‌ها، اخلاق و سبک زندگی مبتنی بوده و از آن‌ها با عنوان شکاف بزرگ سیاسی یاد می‌شود.